# Federação Internacional de Artes Marciais
A Federação Internacional de Artes Marciais (国際武道院・国際武道連盟, Kokusai Budoin Kokusai Budo Renmei) ou (em inglês:  Kokusai Budoin, International Martial Arts Federation, IMAF) é uma organização internacional devotada à divulgação do budô. Fundada em 1952, tem sua sede em Tóquio, Japão, e possuiu filiais em dezassete países.

## História
A Federação Internacional de Artes Marciais foi fundada em 1952 por alguns dos mais proeminentes praticantes de artes marciais do Japão, que inclui:
- Kyuzo Mifune, Hanshi, Meijin Judo
- Kazuo Ito, Hanshi, Meijin Judo
- Shizuya Sato, Hanshi, Hanshi Nihon Jiu-jitsu e Hanshi Judo
- Nakayama Hakudō, Meijin Quendo
- Hiromasa Takano, Meijin Quendo
- Hironori Otsuka, Meijin Karatedo
- Gōgen Yamaguchi, Hanshi Karatedo
- Hirokazu Kanazawa, Hanshi Karatedo
- Kazuo Sakai, Hanshi Karatedo
- Katsuo Yamaguchi, Meijin Iaido
- Kisshomaru Ueshiba, Aikikai Aikido, e filho do fundador da Aikido, Morihei Ueshiba.

O primeiro presidente foi o príncipe Kaya Tsunenori (tio do Imperador Hirohito, ex-tenente-general do Exército imperial japonês), e foi seguido por Higashikuni Naruhiko (o Primeiro-Ministro do Japão, que foi o único membro da família imperial japonesa a chefiar um governo, que foi o de mais curta duração na história do país). A organização era conhecida posteriormente como Associação Nacional de Saúde do Japão, e patrocinou o Parque Hibiya no centro de Tóquio em fevereiro de 1952.
O atual presidente da Federação Internacional de Artes Marciais é Tokugawa Yasuhisa, o bisneto do décimo quinto e último xogum do Japão, Tokugawa Yoshinobu (1837–1913).

## Sistema classificatório
A Federação Internacional de Artes Marciais utiliza o sistema shōgō, onde os níveis são renshi (錬士), kyōshi (教士), e hanshi (範士). O nível mais venerado é o hanshi.